# Peter und Petra (Film)
Peter und Petra (Originaltitel: Peter och Petra) ist ein Kinderfilm von Agneta Elers-Jarleman nach dem Drehbuch der schwedischen Schriftstellerin Astrid Lindgren. Er basiert auf der Geschichte Peter und Petra.

## Handlung
Gunnar ist in seinem Klassenzimmer und muss vor der ganzen Klasse einen Text vorlesen, etwas, was Gunnar überhaupt nicht gerne macht. Er liest nicht sehr gut und die anderen Kinder lachen über ihn. Da klopft es plötzlich vor der Tür und zwei winzig kleine Kinder stehen vor der Tür. Sie stellen sich der Klasse als Trollkinder vor und sagen der Lehrerin, dass sie gerne am Unterricht teilnehmen möchten. Die Lehrerin ist von dem Auftauchen der beiden zwar überrascht, willigt aber sofort ein die beiden zu unterrichten. Die Trollkinder mit dem Namen Petra und Peter sind in der ganzen Klasse sehr beliebt. Besonders der Außenseiter Gunnar freundet sich mit ihnen an. Er besucht diese bei ihrer Wohnung und schaut ihnen beim Eislaufen zu. Außerdem verbessert sich Gunnar beim Vorlesen. Doch nach den Weihnachtsferien tauchen Peter und Petra plötzlich nicht mehr auf. Auch ihre Wohnung ist leer. Die Kinder und die Lehrerin machen sich Sorgen. Dann erhält Gunnar einen Brief von Peter und Petra. Sie erzählen, dass sie umgezogen sind, da sie ein tolles Haus bekommen haben. Außerdem erklären sie, dass Gunnar ein feiner Kerl ist. Gunnar freut sich über den Brief. Die Lehrerin schlägt vor die beiden auf der nächsten Klassenfahrt zu besuchen.

## Hintergrund
Peter und Petra wurde am 26. Dezember 1989 erstmals im schwedischen Fernsehen ausgestrahlt.
In Deutschland wurde der Film am 7. Dezember 1991 im ZDF erstausgestrahlt. 2003 wurde der Film als Lindgren-Edition: Peter und Petra auf DVD veröffentlicht. Im September 2010 wurde das Märchen mit drei weiteren Astrid Lindgren Verfilmungen von der Universum Film GmbH auf einer DVD unter dem Titel Astrid Lindgren – Die schönsten Märchen herausgebracht. Weitere DVD-Veröffentlichung gab es gemeinsam mit anderen Astrid Lindgren Verfilmungen unter den Namen: Schulbeginn mit Astrid Lindgren und Astrid Lindgren – Sammleredition.

## Kritik
Kino.de beschreibt Peter und Petra als fantasievolle Astrid-Lindgren-Verfilmung, über die Freundschaft des Jungen Gunnar mit zwei Trollkindern. Agneta Elers-Jarlemans Film werbe „in langsamen Einstellungen (…) auf teils lustige, teils besinnliche Weise für Toleranz und Freundschaft“ und diene „damit für jüngste Filmfans sowohl als Unterhaltung als auch als pädagogisch wertvolle Parabel“.
Das Lexikon des internationalen Films urteilte, die Produktion sei eine sehenswerte, „kindgerecht erzählte, mit einfachen Mitteln und durchschaubaren Tricks filmisch adäquat umgesetzte Verfilmung einer Kurzgeschichte von Astrid Lindgren.“ Sie erzähle „ohne pädagogischen Zeigefinger (…) von der Harmonie menschlichen Zusammenlebens und der Kraft der Freundschaft.“
Reinhard Kleber von der Kinder- und Jugendfilm Korrespondenz findet, dass sich die Verfilmung für „Freundschaft und Toleranz“ einsetze, ohne „allzu pädagogisch zu werden“. Regisseurin Agneta Elers-Jarleman gelinge es, diese Werte so darzustellen, dass auch sehr junge Zuschauer sie verstehen würden. Sie biete den Kindern außerdem „mehr Anlässe zu Träumereien und phantastischen Einfällen“. Die erfreuliche „Ruhe der Erzählung“ ermögliche es den Kindern ihre „Gedanken streifen zu lassen“.